# C++20
C++20 (латиницей) или Си++20 (кириллицей) — название стандарта ISO/IEC языка программирования C++. Спецификация опубликована в декабре 2020 года.
Комитет по стандартам C++ начал планировать C++ 20 в июле 2017 года. C++20 является преемником C++17.
Константа __cplusplus увеличилась до 202002L. Innit statements and initializers in range for. И многое другое

## Запрещены и удалены

### Запрещены операции с volatile
Так как модификатор volatile является машинно-зависимым и семантика операций над ним и количество обращений к памяти не ясны, для межпоточной синхронизации лучше использовать atomic.
Запрещены следующие операции с volatile-переменными:
- операции ++, --;
- операции += и другие (снят в C++23);
- цепочки присваиваний;
- функции, параметры и возвращаемые значения с модификатором volatile;
- все функции STL, связанные с volatile, кроме некоторых вроде remove_volatile;

Для atomic добавлены дополнительные функции, компенсирующие то, что запретили.

### Удалена агрегатная инициализация при наличии пользовательского конструктора
В предыдущих стандартах агрегатная инициализация разрешалась, если конструктор был помечен как default или delete, что вводило пользователей в заблуждение: объект инициализируется в обход конструктора.
```
struct
 
X
 
{

  
int
 
a
 
=
 
0
;
  

  
X
()
 
=
 
default
;

};

X
 
x
 
{
 
5
 
};
  
// Си++17: OK

            
// Си++20: no matching constructor for initialization of 'X'

```

### Удалены запреты из C++17
Удалены редкие возможности стандартной библиотеки, запрещённые в C++17:
- allocator<void> — оказался невостребованным;
- часть функций allocator — дублируется шаблоном allocator_traits;
- raw_storage_iterator — не вызывает конструкторов и потому ограничен по применению;
- get_temporary_buffer — имеет неочевидные подводные камни;
- is_literal_type — бесполезен для обобщённого кода;
- shared_ptr::unique() — из-за ненадёжности в многопоточной среде; если очень надо, используйте use_count;
- result_of — заменён на invoke_result;
- uncaught_exception() — заменён на uncaught_exceptions.
- <ccomplex>, <ciso646>, <cstdalign>, <cstdbool>, <ctgmath> — не имеют смысла в Си++. <complex.h> и прочие оставили для совместимости с Си.

Из языка удалили ремарку throw(), которую ещё в Си++11 заменили на noexcept. Если нужна совместимость с Си++03, в заголовках совместимости нужно прописывать что-то вроде
```
#if __cplusplus < 201103L

  
#define noexcept throw()

#endif

```

Оставили:
- codecvt — на поверку работал очень плохо, комитет призвал пользоваться специализированными библиотеками.
- iterator — проще писать итераторы с нуля, чем основываться на нём.
- потоки char* — непонятно, что взамен.
- неявное создание операции «присвоить», если есть конструктор копирования и деструктор (а также конструктора копирования, если есть присваивание и деструктор) — библиотека всё ещё полагается на это поведение.

### Прочие запреты из языка
- Неявный перехват *this в лямбда-функциях [](){ std::cout << myField; } — из-за неясной семантики. Существует [this](){ std::cout << myField; } для перехвата по указателю и [*this](){ std::cout << myField; } для перехвата по копии.
- Операция «запятая» в индексах a[b,c] для любых a, b и c — из-за неочевидного поведения и желания создать новый синтаксис для многомерных массивов[7]. Если очень нужно, пишите a[(b,c)].
- Неявные преобразования в перечисляемый тип — для более прогнозируемого поведения новой операции «звездолёт» (<=>, трёхзначное сравнение).
- Сравнение двух массивов — для более прогнозируемого поведения новой операции «звездолёт» (<=>, трёхзначное сравнение). Хотя бы один надо преобразовать в указатель.

### Прочие запреты из библиотеки
- is_pod — вместо сложного понятия «простая структура данных» лучше использовать конкретные свойства типа: тривиально строится, тривиально уничтожается и т. д. Если очень надо (например, для передачи данных между плагинами), эквивалентно is_trivial && is_standard_layout.
- std::rel_ops — новая операция «звездолёт» делает это лучше.
- атомарные возможности shared_ptr — непонятно, как работать с указателем, атомарно или нет. Лучше это определить системой типов, atomic<shared_ptr>.
- string::capacity() — теперь решили, что reserve не будет уменьшать ёмкость.
- string::reserve() — запретили версию без параметров, эквивалентную shrink_to_fit. (До Си++11, да и после тоже, функция reserve(0) была эквивалентна shrink_to_fit.)
- filesystem::u8path — теперь u8string отличается от string.
- ATOMIC_FLAG_INIT, atomic_init, ATOMIC_VAR_INIT — теперь это делает шаблонный конструктор atomic.

## Язык

### Мелкие изменения
- Добавлен беззнаковый тип char8_t, способный содержать единицы UTF-8.
- using EnumClass, позволяющий сделать код в ключевых местах менее загромождённым.
- Дополнительная инициализация в for по объекту: for (T thing = f(); auto& x : thing.items())[8]. Если возвращаемый items() объект временный, его срок жизни расширяется на весь цикл, но другие временные объекты благополучно исчезают, и если временный на поверку f(), запись for (auto& x : f().items()) ошибочная.

### Модули
Директива компилятора #include в своё время была удобным механизмом Си, который, был, по сути, кроссплатформенным ассемблером, «паразитировавшим» на ассемблерных утилитах — линкере и библиотекаре. Отсюда важная черта компиляторов Си — они первыми после ассемблера появлялись на новых платформах, и эту тенденцию переломили только коллекции компиляторов (GCC, LLVM), компилирующие сначала в промежуточный код, а из него в машинный. Но с расширением проектов квадратично повышалось время их компиляции: увеличивалось как количество единиц трансляции, так и количество подключённых к ним заголовков. Механизм модулей был долгим объектом споров ещё со времён Си++11.
В Си++20 он вошёл в таком виде:
```
// helloworld.cpp

export
 
module
 
helloworld
;
  
// module declaration

import
 
<
iostream
>
;
         
// import declaration

 

export
 
void
 
hello
()
 
{
      
// export declaration

    
std
::
cout
 
<<
 
"Hello world!
\n
"
;

}

```

### Сопрограммы
Сопрограмма — это специальная бесстековая функция, которая может приостановить своё исполнение, пока выполняется другая функция. Состояние сопрограммы хранится в динамической памяти (кроме случаев, когда оптимизатору удалось избавиться от выделения). Выглядит как обычная функция, но содержит особые сопрограммные ключевые слова co_*.
```
task
<>
 
tcp_echo_server
()
 
{

  
char
 
data
[
1024
];

  
for
 
(;;)
 
{

    
size_t
 
n
 
=
 
co_await
 
socket
.
async_read_some
(
buffer
(
data
));

    
co_await
 
async_write
(
socket
,
 
buffer
(
data
,
 
n
));

  
}

}

```

Физически сопрограмма — это функция, возвращающая свежесозданный объект-обещание. Каждый раз, когда пользователь делает что-то с объектом-обещанием, управление передаётся коду сопрограммы. В библиотеке должны быть доступны несколько стандартных обещаний — например, lazy<T> обеспечивает ленивое вычисление.
По факту на Си++23 стандартная библиотека сопрограмм не выработана, и слово за экспериментаторами.

### typenameобъявлен излишним там, где допустим только тип
В некоторых местах шаблонов слово typename (объяснение, что Object::Thing — это тип, а не функция) больше не требуется. К таким местам относятся…
- тип после new — auto x = new Object::Thing;
- тип в using — using Thing = Object::Thing;
- заключительный возвращаемый тип auto f() -> Object::Thing;
- тип по умолчанию в шаблоне template<class T = Object::Thing> T f();
- тип в static_cast, const_cast, reinterpret_cast, dynamic_cast — auto x = static_cast<Object::Thing>(y);
- тип переменной/функции в пространстве имён (в том числе в глобальном) или классе — Object::Thing variable;
- тип параметра функции/шаблона, если есть идентификатор (кроме выражений, связанных с вычислением значения параметра по умолчанию) — void func(Object::Thing x);

```
template
<
class
 
T
>
 
T
::
R
 
f
();
      
// Теперь OK, тип в глобальном пространстве имён

template
<
class
 
T
>
 
void
 
f
(
T
::
R
);
  
// Нужен typename, без него это попытка создания void-переменной, инициализированной T::R

template
<
class
 
T
>
 
struct
 
S
 
{

  
using
 
Ptr
 
=
 
PtrTraits
<
T
>::
Ptr
;
 
// Теперь OK, тип в using

  
T
::
R
 
f
(
T
::
P
 
p
)
 
{
               
// Теперь OK, тип в классе

    
return
 
static_cast
<
T
::
R
>
(
p
);
 
// Теперь OK, static_cast

  
}

  
auto
 
g
()
 
->
 
S
<
T
*>::
Ptr
;
       
// Теперь OK, заключительный возвращаемый тип

};

template
<
typename
 
T
>
 
void
 
f
()
 
{

  
void
 
(
*
pf
)(
T
::
X
);
   
// Остаётся OK, переменная типа void*, инициализированная T::X

  
void
 
g
(
T
::
X
);
       
// Нужен typename, без него это попытка создания void-переменной, инициализированной T::X

}

```

### Вычисление размера массива вnew
Размер массива в операторе new теперь выводится автоматически
```
double
 
a
[]{
1
,
2
,
3
};
                
// Остаётся OK

double
*
 
p
 
=
 
new
 
double
[]{
1
,
2
,
3
};
  
// Теперь OK

```

### Новые атрибуты
- [[no_unique_address]] — переменная без данных может не занимать места, а в «дырах» переменной с данными можно держать другие переменные. Но: переменные одного типа никогда не могут находиться по одному адресу.

template <class Allocator> class Storage {
private:
  [[no_unique_address]] Allocator alloc;
};

- [[likely]] / [[unlikely]] — отмечают, под какие ветви надо оптимизировать программу для лучшей работы предсказателя переходов. Эта методика фактически уже реализована в некоторых компиляторах — __builtin_expect в GCC.

if (x > y) [[unlikely]] {
  std::cout << "Редко случается" << std::endl;
} else [[likely]] {
  std::cout << "Часто случается" << std::endl;
}

### [[nodiscard]]для конструкторов и с причиной
В Си++17 атрибут [[nodiscard]] можно прикреплять к функциям (запрещён вызов как процедуры) и для типов (запрещается неиспользование любого временного объекта).
Новое применение гласит: запрещается вызов конструктора в неиспользуемый временный объект. Нужно или использовать, или объект должен быть именованным.
```
struct
 
my_unique
 
{

  
my_unique
()
 
=
 
default
;
 
// не захватывает ресурса

  
[[
nodiscard
]]
 
my_unique
(
int
 
fd
)
 
{}
 
// захватывает ресурс

  
~
my_unique
()
 
noexcept
 
{}

};

void
 
foo
()
 
{

  
my_unique
(
42
);
    
// Предупреждение

  
my_unique
();
      
// OK, этому конструктору можно

  
my_unique
 
x
(
43
);
  
// OK, именованный объект

}

```

Запись [[nodiscard("причина")]] указывает, что возвращаемое функцией значение нельзя игнорировать, и выводит причину.
struct Container {
	[[nodiscard("Чревато утечкой памяти")]] Data* release();
	[[nodiscard("Вы хотели clear?")]] bool empty() const;
};

### Расширенconstexpr
В constexpr разрешено:
- вызывать виртуальные функции[15];
- вызывать деструкторы, которые тоже должны быть constexpr;
- менять активное поле union[16] — он изначально (с Си++11) может участвовать в constexpr, помеченный на манер variant, а доступ к неактивному полю лишает функцию константности;
- работать с try — блок перехвата ничего не делает, а выброс исключения в таком контексте, как и раньше, вычислит функцию при исполнении[17];
- использовать dynamic_cast и typeid[18];
- new, с некоторыми ограничениями[19];
- asm, если тот не вызывается при компиляции;
- неинициализированные переменные.

Подобная конструкция в теории позволит, например, делать, чтобы константный std::vector просто указывал на память соответствующего std::initializer_list, а обычный неконстантный — отводил динамическую память.
Расширен вызов лямбда-функций при компиляции — например, можно отсортировать std::tuple.

### Ключевые словаconstevalиconstinit
constexpr-код не обязан вызываться при компиляции, и достаточно написать std::set<std::string_view> dic { "alpha", "bravo" };, чтобы constexpr-цепочка оборвалась на конструкторе std::set и произошла инициализация при выполнении. Иногда это нежелательно — если переменная используется при инициализации программы (известный недостаток Си++ — неконтролируемый порядок инициализации CPP-файлов), большая (например, большая таблица) или трудновычисляемая (инициализация той же таблицы, проводящаяся за O(n²)). И у программистов бывает просто спортивный интерес перенести код в компиляцию. Чтобы дать уверенность, используются два новых ключевых слова:
- consteval в функциях: требует, чтобы функция выполнялась при компиляции. Вызов из контекста, невыполнимого при компиляции, запрещён. Consteval крайне редок и обычно применяется из-за особой природы, связанной с процессом компиляции, константными вычислениями и самопроверками кода (source_location::current — нельзя получить при выполнении, конструктор basic_format_string — проверка соответствия между строкой и параметрами при компиляции), или просто из-за плохой производительности. В заголовках совместимости со старыми компиляторами заменяется на constexpr.
- constinit в переменной: требует, чтобы переменная вычислялась при компиляции. Сама переменная может быть и не константной. В заголовках совместимости со старыми компиляторами заменяется на пустую строку.

```
consteval
 
int
 
sqr
(
int
 
n
)

  
{
 
return
 
n
 
*
 
n
;
 
}

 

constinit
 
const
 
auto
 
res2
 
=
 
sqr
(
5
);

int
 
main
()

{

  
int
 
n
;

  
std
::
cin
 
>>
 
n
;

  
std
::
cout
 
<<
 
sqr
(
n
)
 
<<
 
std
::
endl
;
   
// ошибка, невычислимо при компиляции

}

```

### explicit (bool)
Ключевое слово explicit можно писать вместе с константным булевским выражением: если оно истинно, преобразование возможно только явно. Упрощает мета программирование, заменяет идиому SFINAE.
```
// Было, std::forward опущен для краткости

template
<
class
 
T
>
 
struct
 
Wrapper
 
{

  
template
<
class
 
U
,
 
std
::
enable_if_t
<
std
::
is_convertible_v
<
U
,
 
T
>>*
 
=
 
nullptr
>

  
Wrapper
(
U
 
const
&
 
u
)
 
:
 
t_
(
u
)
 
{}

  

  
template
<
class
 
U
,
 
std
::
enable_if_t
<!
std
::
is_convertible_v
<
U
,
 
T
>>*
 
=
 
nullptr
>

  
explicit
 
Wrapper
(
U
 
const
&
 
u
)
 
:
 
t_
(
u
)
 
{}

  
T
 
t_
;

};

// Стало

template
<
class
 
T
>
 
struct
 
Wrapper
 
{
 

  
template
<
class
 
U
>
 

  
explicit
(
!
std
::
is_convertible_v
<
U
,
 
T
>
)
 

    
Wrapper
(
U
 
const
&
 
u
)
 
:
 
t_
(
u
)
 
{}
 

  
T
 
t_
;
 

};

```

### Трёхзначное сравнение («звездолёт»)
Операция <=> позволяет сравнивать объекты по одному из трёх методов:
- Частичный порядок: меньше, эквивалентны, больше, несравнимы.
- Слабый порядок: меньше, эквивалентны, больше. Может случиться, что у эквивалентных объектов значение какого-то общедоступного поля или функции может разниться. Понятие «эквивалентны» транзитивно.
- Сильный (линейный) порядок (меньше, равны, больше). Равные объекты различимы разве что по адресу.

```
class
 
PersonInFamilyTree
 
{
 
// ...

public
:

  
std
::
partial_ordering
 
operator
<=>
(
const
 
PersonInFamilyTree
&
 
that
)
 
const
 
{

    
if
 
(
this
->
is_the_same_person_as
 
(
 
that
))
 
return
 
partial_ordering
::
equivalent
;

    
if
 
(
this
->
is_transitive_child_of
(
 
that
))
 
return
 
partial_ordering
::
less
;

    
if
 
(
that
.
 
is_transitive_child_of
(
*
this
))
 
return
 
partial_ordering
::
greater
;

    
return
 
partial_ordering
::
unordered
;

  
}

};

```

Откуда взялось название «звездолёт», достоверно неизвестно. В некоторых портах старой игры по «Звёздному пути» символами <E> обозначался «Энтерпрайз». Корабль Advanced TIE fighter из «Звёздных войн» похож на <o>.
Версия операции «звездолёт» с телом =default просто сравнивает все поля в порядке объявления. Также возможна операция «равняется» с телом =default, она также сравнивает все поля в порядке объявления и автоматически объявляет операцию «не равняется».

### Концепции
Концепция — требования к параметрам шаблона, чтобы этот шаблон имел смысл. Большую часть жизни Си++ концепция описывалась устно, со сложными ошибками в заведомо действующих заголовках вроде STL, если программист не вписался в концепцию. Если же программист сам пишет шаблон, он может случайно выйти из концепции и не увидеть это на тестовой программе, ведь простейшие типы вроде int имеют множество функций по умолчанию вроде конструктора копирования, присваивания, арифметических операций.
```
template
 
<
class
 
T
>

concept
 
bool
 
EqualityComparable
()
 
{
 

    
return
 
requires
(
T
 
a
,
 
T
 
b
)
 
{

        
{
a
 
==
 
b
}
 
->
 
Boolean
;
  
// Концепция, означающая тип, преобразуемый в boolean

        
{
a
 
!=
 
b
}
 
->
 
Boolean
;

    
};

}

```

Концепции вызвали ещё несколько возможностей:

#### Условно-тривиальная функция
Если обычные функции можно сделать пустыми через if constexpr и этого хватит, то для стандартных — конструктора по умолчанию, конструкторов и операций копирования и перемещения, деструктора — есть понятие «тривиальная», и факт тривиальности может дать выигрыш в шаблонном коде. Концепции помогают это решить.
```
template
 
<
typename
 
T
>

struct
 
X
 
{

    
X
(
X
 
const
&
)
 
requires
 
C
<
T
>
 
=
 
default
;

    
X
(
X
 
const
&
 
)
 
{}

};

```

#### Неявные шаблоны
Неявные шаблоны в лямбда-функциях существуют с Си++14, на шаблонных лямбда-функциях работает std::visit (действие в зависимости от содержимого std::variant) Си++17. Подобное разрешили и в простых функциях.
```
std
::
sort
(
a
.
begin
(),
 
a
.
end
(),

     
// Неявно-шаблонная лямбда-функция Си++14

     
[](
const
 
auto
&
 
x
,
 
const
 
auto
&
 
y
)
 
{
 
return
 
(
x
.
f
 
<
 
y
.
f
);
 
});
 

void
 
f
(
std
::
integral
 
auto
 
x
);
                   
// теперь OK

template
 
<
std
::
integral
 
T
>
 
void
 
f
(
T
 
x
);
         
// эквивалент

template
 
<
std
::
integral
 
auto
 
X
>
 
void
 
g
(
int
 
x
);
  
// теперь OK

void
 
h
(
auto
 
x
);
            
// также впоследствии разрешили

```

### Строковые константы как параметры шаблона
Обработка строк при компиляции была давней мечтой Си++, и очередной шажок к ней — строковые константы в шаблонах. В частности, хотелось бы преобразовывать регулярные выражения во внутренний вид уже при компиляции. На экспериментальных библиотеках регулярных выражений уже видели ускорение до 3000 раз по сравнению с std::regex.
```
template
 
<
auto
&
 
str
>

void
 
f
()
 
{

  
// str = char const (&)[7]

}

f
<
"foobar"
>
();

```

### Именованная инициализация структур
Порядковая инициализация структур Си Point p { 10, 20 }; ошибкоопасна, если ожидается расширение структуры или два соседних элемента можно спутать. В новый стандарт добавилось Point p { .x=10, .y=20 };, давно существовавшее в Си, но не формализированное в Си++.
Кроме того, такая конструкция позволяет инициализировать именно тот вариант union, который нужно.
```
union
 
FloatInt
 
{

  
float
 
asFloat
;

  
int32_t
 
asInt
;

};

FloatInt
 
x
 
{
 
.
asInt
 
=
 
42
 
};

```

Удалены по сравнению с Си:
- именованная инициализация массивов int arr[3] = {[1] = 5}; — начиная с Си++11 квадратные скобки в начале выражения означают лямбда-функцию.
- объявление не по порядку Point p { .y=20, .x=10 }; — конфликтует с автодеструкторами Си++: сконструировали в одном порядке, разрушили в другом?
- именованная инициализация элементов вложенной структуры struct B b = {.a.x = 0}; — редко используются
- смешение именованной и порядковой инициализации: Point p {.x = 1, 2};

### Можно инициализировать структуры круглыми скобками ( )
Оказалось удобно, если нужны преобразования типов, а также для функций наподобие make_unique.
```
struct
 
A
 
{

  
int
 
a
;

  
int
&&
 
r
;

};

int
 
f
();

int
 
n
 
=
 
10
;

A
 
a1
{
1
,
 
f
()};
               
// OK, продление жизни

A
 
a2
(
1
,
 
f
());
               
// Компилируется, но висячая ссылка

A
 
a3
{
1.0
,
 
1
};
               
// Ошибка: сужение типа

A
 
a4
(
1.0
,
 
1
);
               
// Компилируется, но висячая ссылка

A
 
a5
(
1.0
,
 
std
::
move
(
n
));
    
// OK

```

### Изменения в лямбда-функциях
Лямбда-функции появились в Си++11 вдогонку за другими языками программирования. Решают сразу несколько вопросов: заменяют препроцессор, если надо исполнить один и тот же код в двух местах функции, а в отдельный объект/функцию вынести трудоёмко; переносят текст функции ближе к тому месту, где он требуется; позволяют писать в функциональном стиле. Названы так в честь лямбда-исчисления, одной из основ функционального программирования.
Явный перехват объекта в лямбда-функции [=, this](){} и [=, *this](){}. Как сказано выше, неявный перехват this в лямбда-функциях запретили.
Традиционный синтаксис лямбда-шаблонов вместо Си++14 [](auto x). Этот синтаксис удобнее, если нужно сделать самопроверку, или вычислить какой-нибудь производный тип.
```
// Было

auto
 
f
 
=
 
[](
auto
 
vector
)
 
{

  
using
 
T
 
=
 
typename
 
decltype
(
vector
)
::
value_type
;

  
...

};

// Стало

auto
 
f
 
=
 
[]
<
typename
 
T
>
(
std
::
vector
<
T
>
 
vector
)
 
{

  
...

};

```

Лямбда-функции в невычисляемых контекстах:  сигнатурах, возвращаемых типах, параметрах шаблонов.
```
    
std
::
priority_queue
<

        
int
,
                                  
// тип элемента

        
std
::
vector
<
int
>
,
                     
// тип контейнера

        
decltype
(
 
[](
int
 
a
,
 
int
 
b
)
->
bool
{
     
// тип функции сравнения элементов

                   
return
 
a
>
b
;

        
})
>
  
q
;

```

Чтобы этот код работал, нужно ещё одно изменение — лямбда-функция без перехватов теперь имеет конструктор по умолчанию и операцию присваивания. Все экземпляры этого псевдо класса выполняют одно и то же, и никак нельзя заставить данную очередь с приоритетами сравнивать в другом порядке. Конструкторы копирования и перемещения были изначально у всех лямбда-функций.
В списке перехвата лямбда-функции теперь можно держать операцию развёртывания вариативной части — раньше для этого приходилось подключать объект-кортеж. Например, данный шаблон возвращает лямбда-функцию, которую при желании можно вызвать когда угодно — она вызывает функцию foo() и уже содержит копии всех нужных для вызова данных.
```
// Было

template
 
<
class
...
 
Args
>

auto
 
delay_invoke_foo
(
Args
...
 
args
)
 
{

    
return
 
[
tup
=
std
::
make_tuple
(
std
::
move
(
args
)...)]()
 
->
 
decltype
(
auto
)
 
{

        
return
 
std
::
apply
([](
auto
 
const
&
...
 
args
)
 
->
 
decltype
(
auto
)
 
{

            
return
 
foo
(
args
...);

        
},
 
tup
);

    
};

}

// Стало

template
 
<
class
...
 
Args
>

auto
 
delay_invoke_foo
(
Args
...
 
args
)
 
{

    
return
 
[
args
=
std
::
move
(
args
)...]()
 
->
 
decltype
(
auto
)
 
{

        
return
 
foo
(
args
...);

    
};

}

```

## Редакционные правки
- Преобразование T* → bool объявлено сужающим. Внесено задним числом в Си++11…17[33].

### Функция noexcept=default больше не забраковывается
Внесено и задним числом в Си++11…17. Раньше специальная функция (конструктор по умолчанию, операция присваивания…) с телом =default автоматически брала спецификацию исключений у аналогичной неявной функции, а если программист явно задаст другую — приводила к ошибке. Причин изменению много:
Проще для компилятора. В этом запутанном коде
```
struct
 
X
 
{
 
X
();
 
};

struct
 
A
 
{

  
struct
 
B
 
{

    
B
()
 
noexcept
(
A
::
value
)
 
=
 
default
;

    
X
 
x
;

  
};

  
decltype
(
B
())
 
b
;
  
// возможна ли строка?

  
static
 
constexpr
 
bool
 
value
 
=
 
true
;

};

A
::
B
 
b
;

```

непонятно, можно ли вообще вызвать B(). (После распутывания оказывается, что конструктор B() был ошибочен до данного нововведения: X() с исключениями вынуждает такой же B(), и тот перезаписывался B() noexcept.)
Приводит к нерабочему atomic, когда в конструктор внутреннего типа забыли добавить noexcept.
Программисту бывает нужно и добавить, и убрать noexcept. Вот пример: по принципу Лисков поток данных действительно вправе выбрасывать из деструктора самые разные системные аварии — noexcept убирается. И снова добавляется в классах-потомках, которые этих аварий точно не генерируют.
```
class
 
Stream
 
{

public
:
  
// noexcept убран: раньше надо было тело {}

  
virtual
 
~
Stream
()
 
noexcept
(
false
)
 
=
 
default
;

};

class
 
MemStream
 
:
 
public
 
Stream
 
{

public
:
  
// noexcept добавлен: точно не генерирует ошибок ввода-вывода

  
~
MemStream
()
 
noexcept
 
=
 
default
;

};

```

Не портит тривиальное создание/уничтожение. Тривиальность может несколько поднять производительность.

### Новые условия неявного перемещения
Си++20 уточнил условия, когда требуется неявно перемещать объект, особенно при выбросе исключений:
Связано с семантикой перемещения Си++11 и никак не затрагивает избавление от копирования/перемещения, как обязательное Си++17, так и необязательное, существовавшее всё время.
```
void
 
f
()
 
{

  
T
 
x
;

  
try
 
{

    
T
 
y
;

    
try
 
{
g
(
x
);}

    
catch
(...)
 
{

      
if
(
/*...*/
)

        
throw
 
x
;
    
// скопирует — x снаружи try-блока

      
throw
 
y
;
      
// переместит — y внутри try-блока

    
}

    
g
(
y
);

  
}
 
catch
(...)
 
{

    
g
(
x
);

    
// g(y); // ошибка

  
}

}

```

### Числа со знаком — дополнительный код
Когда язык Си только зарождался, существовал «зоопарк» разных машин, и учебная машина MIX, придуманная Дональдом Кнутом, отражала это — байт мог хранить от 64 до 100 разных значений, а формат знаковых чисел не оговаривался. За сорок с лишним лет остановились на 8-битном байте и дополнительном коде, в первую очередь из-за простоты и интероперабельности, и это отметили в стандарте.
Арифметическое переполнение в беззнаковой арифметике эквивалентно операциям по модулю, в знаковой — неопределённое поведение.

### Новая модель памяти
Устно нерекомендуемый с Си++17 memory_order_consume, предназначенный для PowerPC и ARM, формализован и возвращается в обиход. Усилен memory_order_seq_cst.

## Библиотека

### Мелкие изменения в библиотеке
- Новые версии make_unique/make_shared, связанные с массивами[38][39].
- atomic<shared_ptr<>> и atomic<weak_ptr<>>.
- atomic_ref<>, объект, позволяющий сделать атомарным что угодно[40].
- std::erase, std::erase_if, упрощают мета программирование[41].
- map.contains[42].
- Новый заголовок <version> — стандартное место для объявлений, связанных с развитием конкретной стандартной библиотеки[43]. Объявления определяются реализацией.
- to_address — преобразование указателеподобного объекта в указатель[44]. addressof уже есть, но он требует разыменования, что может стать неопределённым поведением.
- Новые #define для проверки функциональности компилятора и библиотеки[45]. Стандарты Си++ огромны, и не все разработчики компиляторов быстро вносят их в свои продукты. А некоторые — сбор мусора Си++11 — остаются заглушками и поныне (2021), не реализованные ни в одном компиляторе.
- Упрощённый карринг через bind_front[46].
- source_location — обёртка макросов __FILE__ и подобных на Си++.
- Новый заголовок <numbers> с математическими константами[47]. До этого даже обычные π и e существовали только как расширения.
- string.reserve(n) и другие больше не уменьшают ёмкость[48].
- cmp_equal и другие, безопасно сравнивающие числа — расширением до общего типа или ещё каким-то образом[49]. Используется в первую очередь в обобщённом программировании.
- Серьёзная часть библиотеки переписана под новое трёхзначное сравнение («звездолёт»)[50].

### Объявление функций constexpr
- std::pointer_traits[51].
- xxx.empty() и некоторые другие. Запись xxx.empty(); вместо xxx.clear(); стала стандартной ошибкой Си++[52][53], и она объявлена [[nodiscard]].
- <numeric>[54].
- конструкторы-деструкторы std::vector и std::string, следствие послаблений в constexpr. На момент проверки (май 2020) ни один компилятор этого не поддерживает[55].
- atomic, atomic_flag[56].

### Библиотека форматирования
printf слишком низкоуровневый, опасный и нерасширяемый. Стандартные возможности Си++ позволяют только склеивать строки и потому неудобны для локализации.
Потому в Си++20 сделали более типобезопасный механизм форматирования строк, основанный на Python.
```
char
 
c
 
=
 
120
;

auto
 
s1
 
=
 
std
::
format
(
"{:+06d}"
,
 
c
);
   
// "+00120"

auto
 
s2
 
=
 
std
::
format
(
"{:#06x}"
,
 
0xa
);
 
// "0x000a"

auto
 
s3
 
=
 
std
::
format
(
"{:<06}"
,
 
-42
);
  
// "-42   " (0 игнорируется из-за выравнивания <)

```

Возможности:
- Один и тот же параметр можно форматировать сколько угодно раз разными способами.
- Подстановки можно переставлять местами.
- Выравнивание слева, по центру и справа, любым символом.
- По умолчанию числа, даты и прочее форматируются локале-нейтрально; если нужна локализация — это задаётся явно.
- Работает через шаблоны и потому расширяется на любые типы.
- Скобки можно заэкранировать {{  }}.

### Невладеющие указатели на массив (span)
std::string_view оказался отличным объектом, и сделали аналогичное для массивов — std::span. При этом span может изменять содержимое памяти, в отличие от string_view.
```
void
 
do_something
(
std
::
span
<
int
>
 
p
)
 
{

    
std2
::
sort
(
p
);

    
for
 
(
int
&
 
v
:
 
p
)
 
{

        
v
 
+=
 
p
[
0
];

    
}

}

// ...

std
::
vector
<
int
>
 
v
;

do_something
(
v
);

int
 
data
[
1024
];

do_something
(
data
);

boost
::
container
::
small_vector
<
int
,
 
32
>
 
sm
;

do_something
(
sm
);

```

### Библиотека работы с битами <bit>
- Подсчёт количества битов
- Округление до степени двойки
- Преобразование «бит в бит» из одного типа в другой (см. Быстрый обратный квадратный корень)
- Циклический сдвиг, стандартная функция многих процессоров
- Определение порядка байтов целевой машины

### Библиотека работы с синхронизированными «потоками вывода» <syncstream>
Поток вывода, связанный с объектом ОС (файлом или устройством), как правило, своими силами отрабатывает доступ из разных потоков исполнения. При многопоточном протоколировании возникает задача: собрать данные (например, строку текста) в буфер достаточной длины и одной операцией вывести их в поток.
Для этого используется несложный класс, являющийся потомком ostream.
```
osyncstream
{
cout
}
 
<<
 
"The answer is "
 
<<
 
6
*
7
 
<<
 
endl
;

```

Весь вывод в подчинённый поток происходит одной операцией в деструкторе.

### Библиотека диапазонов <ranges>
Сложная библиотека используется там, где нужно единообразно получить доступ, например, к std::vector и std::deque.

### Библиотека календарей и часовых поясов в <chrono>
Сложная библиотека для календарных расчётов.
```
auto
 
d1
 
=
 
2018
_y
 
/
 
mar
 
/
 
27
;

auto
 
d2
 
=
 
27
_d
 
/
 
mar
 
/
 
2018
;

auto
 
d3
 
=
 
mar
 
/
 
27
 
/
 
2018
;

year_month_day
 
today
 
=
 
floor
<
days
>
(
system_clock
::
now
());

 

assert
(
d1
 
==
 
d2
);

assert
(
d2
 
==
 
d3
);

assert
(
d3
 
==
 
today
);

```

### Расширенная библиотека потоков <jthread>, <stop_token>
Буква j означает join — то есть при уничтожении объекта-потока система дожидается окончания задачи.
Кроме того, с помощью библиотеки stop_token можно попросить поток остановиться.
```
#include
 
<thread>

#include
 
<iostream>

 

using
 
namespace
 
std
::
literals
::
chrono_literals
;

 

void
 
f
(
std
::
stop_token
 
stop_token
,
 
int
 
value
)

{

    
while
 
(
!
stop_token
.
stop_requested
())
 
{

        
std
::
cout
 
<<
 
value
++
 
<<
 
' '
 
<<
 
std
::
flush
;

        
std
::
this_thread
::
sleep_for
(
200
ms
);

    
}

    
std
::
cout
 
<<
 
std
::
endl
;

}

 

int
 
main
()

{

    
std
::
jthread
 
thread
(
f
,
 
5
);
 
// prints 5 6 7 8... for approximately 3 seconds

    
std
::
this_thread
::
sleep_for
(
3
s
);

    
// The destructor of jthread calls request_stop() and join().

}

```

### Барьеры и засовы
Барьер (barrier) — механизм межпоточной блокирующей синхронизации, действующий так: как только у барьера соберутся n потоков, он исполнит объект-функцию и отпустит их. Обычно используется для периодической координации частично распараллеливаемых задач: после того, как потоки исполнят каждый свою долю, срабатывает координатор и решает, что делать дальше.
Засов (latch) — облегчённый одноразовый барьер.

### Разнородный поиск вunordered_set/map
Основное назначение: ключи хранения — «тяжёлые» объекты (например, string), но в качестве ключа поиска допустимы и облегчённые: string_view и даже const char*. Реализовано оно крайне просто: добавлена шаблонная функция find, принимающая любой тип, сам же разнородный поиск включается типом-маркером is_transparent. Поддерживаются четыре функции: find, count, equal_range, contains. В Си++23 ожидается больше функций, поддерживающих разнородный поиск — например, erase.
Для самобалансирующихся деревьев поиска (set/map) начато в Си++14. 
Эта функция не включена по умолчанию из-за ошибкоопасности: преобразование типов может не сохранять те соотношения, на которых работает контейнер. Например, 1.0 < 1.1, но (int)1.0 == (int)1.1. Потому поиск дробного числа в set<int> приведёт не к тому, что надо. Так что программист сам должен допустить те альтернативные ключи, которые заведомо годятся.
```
struct
 
string_hash
 
{

  
using
 
is_transparent
 
=
 
void
;

  
[[
nodiscard
]]
 
size_t
 
operator
()(
const
 
char
 
*
txt
)
 
const
 
{

    
return
 
std
::
hash
<
std
::
string_view
>
{}(
txt
);

  
}

  
[[
nodiscard
]]
 
size_t
 
operator
()(
std
::
string_view
 
txt
)
 
const
 
{

    
return
 
std
::
hash
<
std
::
string_view
>
{}(
txt
);

  
}

  
[[
nodiscard
]]
 
size_t
 
operator
()(
const
 
std
::
string
 
&
txt
)
 
const
 
{

    
return
 
std
::
hash
<
std
::
string
>
{}(
txt
);

  
}

};

std
::
unordered_map
<
std
::
string
,
 
int
,
 
string_hash
,
 
std
::
equal_to
<>>
 
m
 
{
 

    
{
 
"Hello Super Long String"
,
 
1
 
},
 

    
{
 
"Another Longish String"
,
 
2
 
},
 

    
{
"This cannot fall into SSO buffer"
,
 
3
 
}

};

bool
 
found
 
=
 
m
.
contains
(
"Hello Super Long String"
);

std
::
cout
 
<<
 
"Found: "
 
<<
 
std
::
boolalpha
 
<<
 
found
 
<<
 
'\n'
;

```

## Реализованы как экспериментальные библиотеки
- Параллелизм v2[65], в том числе task blocks. Версия 1 внесена в Си++17.
- Рефлексия v1[66]
- Сеть v1[67]

## Оставлены на будущее
- Контракты — есть конкурирующее предложение
- Метаклассы
- Исполнители
- Свойства
- Расширенные future